# Silk Stocking Sal
Silk Stocking Sal er en amerikansk stumfilm fra 1924 instrueret af Tod Browning.

## Medvirkende
- Evelyn Brent som 'Stormy' Martin
- Robert Ellis som Bob Cooper
- Earl Metcalfe som Bull Reagan
- Alice Wilson som Bargain Basement Annie
- Virginia Madison som Mrs. Cooper
- Marylynn Warner som Cooper
- John Gough
- Louis Fitzroy som Abner Bingham